# Врбје
Врбје је насељено место и седиште општине у Бродско-посавској жупанији, Република Хрватска.

## Историја
До територијалне реорганизације у Хрватској налазило се у саставу бивше велике општине Нова Градишка.

## Становништво
На попису становништва 2011. године, општина Врбје је имала 2.215 становника, од чега у самом Врбју 455.

## Попис1991.
На попису становништва 1991. године, насељено место Врбје је имало 721 становника, следећег националног састава:
| Попис 1991.‍  | Попис 1991.‍  | Попис 1991.‍ | Попис 1991.‍ | Попис 1991.‍ |
| ------------ | ------------ | ----------- | ----------- | ----------- |
|              |              |             |             |             |
| Хрвати       | Хрвати       |             | 679         | 94,17%      |
| Југословени  | Југословени  |             | 2           | 0,27%       |
| Словаци      | Словаци      |             | 1           | 0,13%       |
| Срби         | Срби         |             | 1           | 0,13%       |
| Чеси         | Чеси         |             | 1           | 0,13%       |
| неопредељени | неопредељени |             | 5           | 0,69%       |
| регион. опр. | регион. опр. |             | 1           | 0,13%       |
| непознато    | непознато    |             | 31          | 4,29%       |
| укупно: 721  |              |             |             |             |